# Paul Obiefule
Paul Ikechukwu Obiefule (n. Owerri, Nigeria, 15 de mayo de 1986) y es un futbolista nigeriano. Juega de mediocampista y actualmente milita en el KuPS de la Veikkausliiga de Finlandia.

## Clubes
| Club         | País      | Año           |
| ------------ | --------- | ------------- |
| Heartland FC | Nigeria   | 2000 - 2004   |
| Viborg FF    | Dinamarca | 2004 - 2007   |
| Lyn Oslo     | Noruega   | 2007-2009     |
| Hønefoss     | Noruega   | 2010-2011     |
| Lillestrøm   | Noruega   | 2011          |
| KuPS         | Finlandia | 2012-presente |